# Marek Jablonski
Marek Jablonski (* 5. November 1939 in Krakau; † 8. Mai 1999 in Edmonton) war ein kanadischer Pianist und Musikpädagoge polnischer Herkunft.
Jablonski hatte ab dem sechsten Lebensjahr Unterricht am Krakauer Konservatorium. 1949 kam er mit seiner Familie nach Kanada, wo er Schüler von Gladys Egbert war und die Sommerkurse des Banff Centre for the Arts besuchte. 1957 erhielt er ein Dimitri-Mitropoulos-Stipendium und studierte an der Aspen School in Denver, Colorado und bei Rosina Lhevinne an der Juilliard School of Music in New York.
1961 gewann er den Großen Preis beim Wettbewerb der Jeunesses musicales du Canada. Er trat dann mit zahlreichen Orchestern Kanadas, der USA und Europas auf. U.a. spielte er im November 1961 Chopins Erstes Klavierkonzert mit dem Montreal Symphony Orchestra, trat 1962 mit dem Toronto Symphony Orchestra und 1963 mit dem American Symphony Orchestra in der Carnegie Hall auf. 1962 wurde er in der Fernsehreihe Recital der CBC vorgestellt.
1963 studierte er in London bei Ilona Kabos und debütierte im Salle Gaveau in Paris. Er tourte 1965 durch Frankreich, Italien, Österreich, Jugoslawien und Polen und trat 1969 in der Wigmore Hall in London auf. Zwischen 1969 und 1975 unternahm er vier Tourneen durch die UdSSR. 1971 trat er in Amsterdam, Berlin, Brüssel, London, Madrid, Stockholm und Zürich auf, und der NFB produzierte den Film Jablonski über ihn. In Montreal gab er mit Glenn Gould ein Konzert mit Musik der 1920er-Jahre.
Jablonskis Repertoire umfasste die Werke Liszts, Brahms’, Beethovens, Mozarts, Schuberts, Szymanowskis und Rachmaninows. Im Mittelpunkt seines Interesses stand aber stets das Klavierwerk Chopins.
Neben seiner Konzerttätigkeit gab Jablonski Meisterklassen in Toronto, Montreal, Bergamo, Mailand und Korfu und von 1974 bis 1998 jeden Sommer beim Banff Centre for the Arts. Von 1975 bis 1981 unterrichtete er an der University of Manitoba, von 1985 bis 1993 am Royal Conservatory of Music of Toronto (RCMT), danach an der University of Alberta.
Jablonskis bekannteste Schüler sind Jon Kimura Parker, Kevin Fitzgerald, Bernadene Blaha und Francine Kay. 1999 wurde der Marek Jablonski Prize für junge Interpreten der Werke Chopins gestiftet, dessen erster Gewinner Thomas Yu war.
| Personendaten    | Personendaten                         |
| ---------------- | ------------------------------------- |
| NAME             | Jablonski, Marek                      |
| KURZBESCHREIBUNG | kanadischer Pianist und Musikpädagoge |
| GEBURTSDATUM     | 5. November 1939                      |
| GEBURTSORT       | Krakau                                |
| STERBEDATUM      | 8. Mai 1999                           |
| STERBEORT        | Edmonton                              |